# Louise Sauvage
Alix Louise Sauvage (Perth, 18 settembre 1973) è un'ex atleta paralimpica australiana.
Sauvage è considerata una delle migliori sportive paralimpiche d'Australia. Ha partecipato a tre Giochi paralimpici riuscendo a vincere nove medaglie d'oro e quattro d'argento. Inoltre, ha vinto undici titoli mondiali in tre diverse edizioni dei Campionati mondiali di atletica leggera paralimpica. Ha trionfato quattro volte nella maratona di Boston e detiene record mondiali nei 1500 m, 5000 m, 4×100 m e 4×400 m. È stata nominata "Atleta femminile australiana dell'anno" nel 1999 e "Atleta femminile internazionale in carrozzina dell'anno" nel 1999 e nel 2000. Nel 2002, è stata pubblicata la sua autobiografia Louise Sauvage: My Story.

## Biografia

### Primi anni
Sauvage, il cui padre è originario delle Seychelles e la madre del Leicestershire, è nata con una grave condizione spinale congenita chiamata mielomeningocele, che inibisce la funzione nella metà inferiore del corpo, dando un controllo limitato sulle gambe. Nel 1976 è stata bambina Telethon di Perth nell'ambito della raccolta fondi di Channel 7 per bambini con disabilità. Ha utilizzato le stampelle per aiutarsi a camminare fino a quando non ha ricevuto la sua prima sedia a rotelle. Il suo mielomeningocele la costrinse a 21 interventi chirurgici quando aveva dieci anni. Nell'età pre-adolescenziale, Sauvage ha sofferto di scoliosi, e all'età di 14 anni, ha subito un intervento chirurgico per riparare una curvatura nella sua colonna vertebrale, usando barre d'acciaio. L'operazione ebbe parziale successo e, da adulta, ha ancora una curva di circa 49 gradi. Non ha subito alcun intervento chirurgico per sistemare la curva della colonna vertebrale.
Sauvage è nata a Perth, nell'Australia occidentale ed è cresciuta nel sobborgo di Joondanna, dove ha frequentato l'Hollywood Senior High School prima di partire per completare un corso TAFE (titolo d'istruzione tecnica) in studi d'ufficio e di segreteria. Ha subito 20 operazioni prima dei 10 anni. I suoi genitori l'hanno incoraggiata a partecipare allo sport fin da piccola. Ha iniziato a praticare nuoto quando aveva tre anni, con i suoi genitori che la iscrivevano alle lezioni per aiutarla a rafforzare la parte superiore del corpo. Sauvage ha iniziato a competere nello sport su carrozzina all'età di otto anni. Prima di allora, aveva tentato di praticare sport scolastici con i suoi compagni di classe, ma la sua disabilità lo rendeva difficile. Sauvage ha anche provato il basket su carrozzina da giovane.

### Carriera atletica

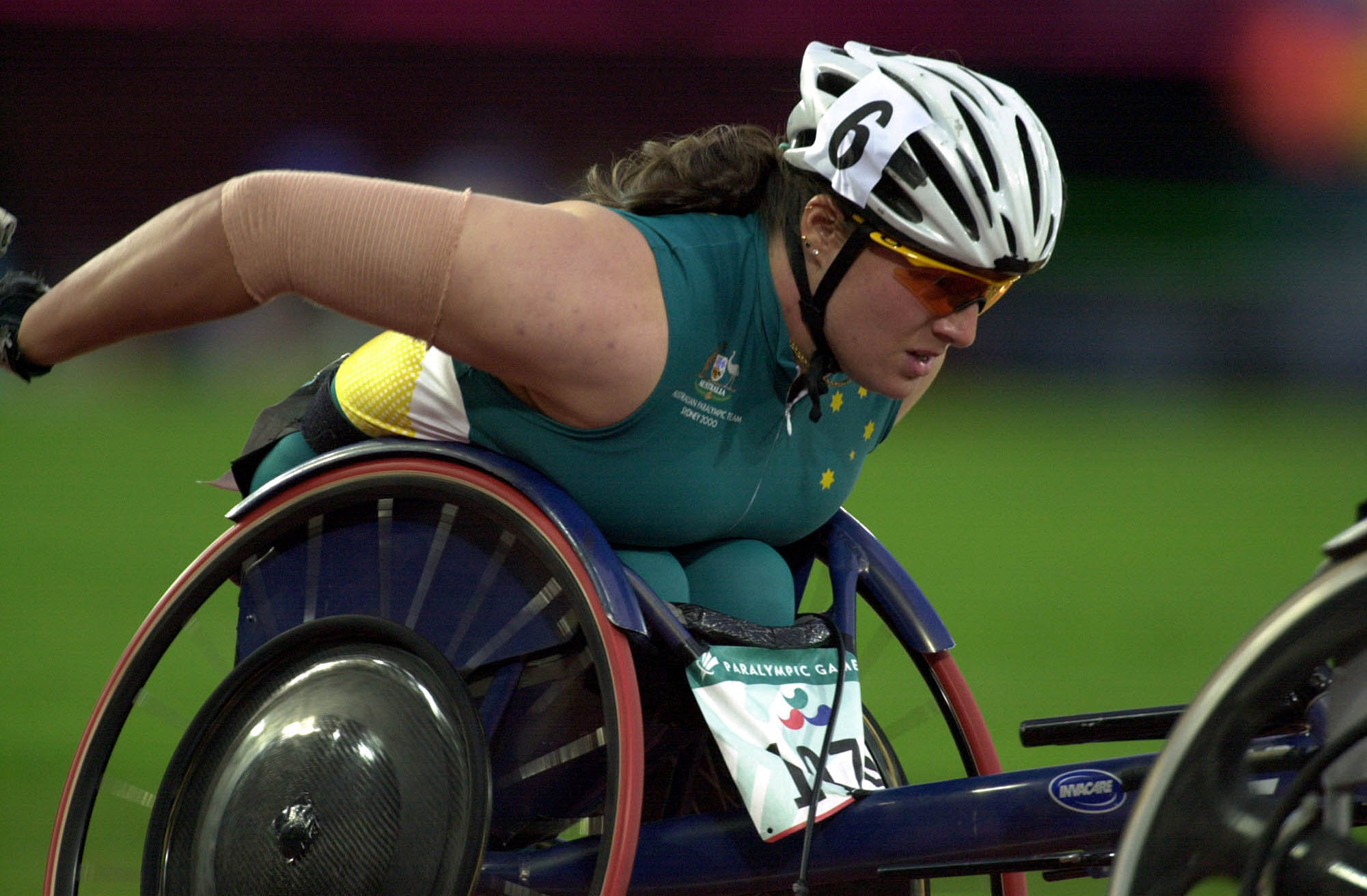
Sauvage nella corsa degli 800 m su carrozzina T54 ai Giochi di Sydney 2000

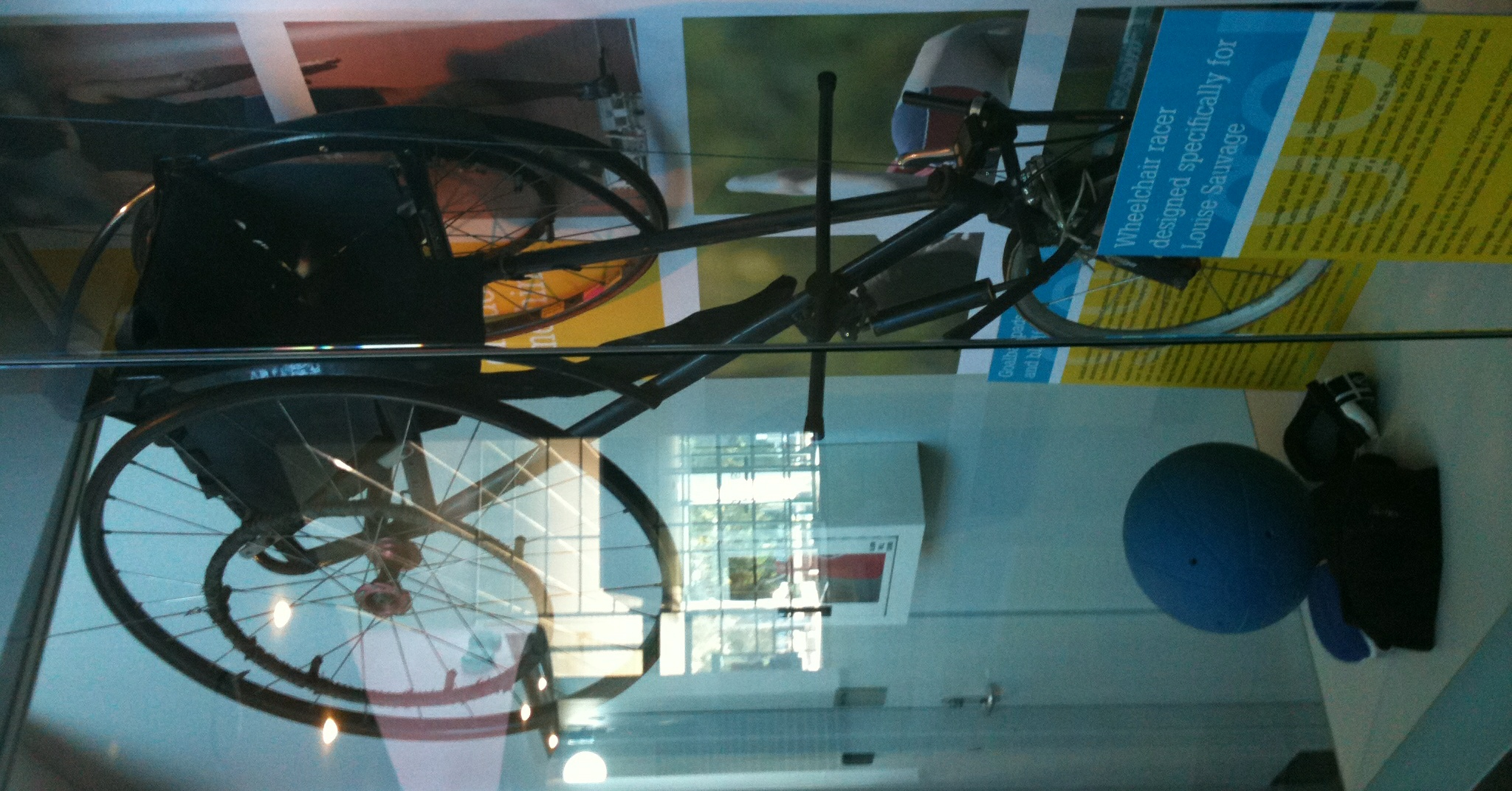
La carrozzina di Louise Sauvage a partire dai Giochi paralimpici del 1996

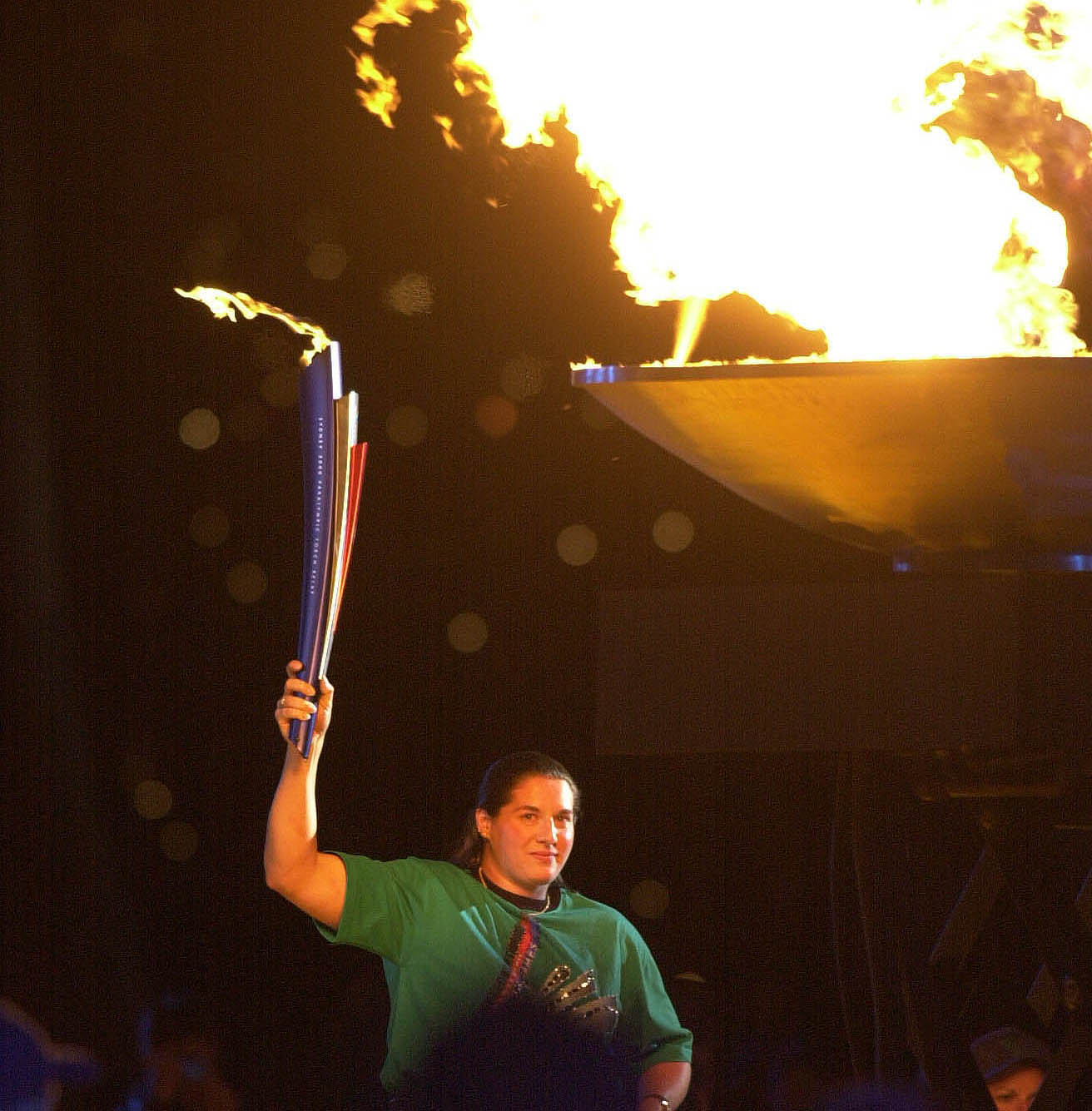
Louise Sauvage, ultima tedofora ai Giochi paralimpici del 2000

Dai 10 ai 13 anni, Sauvage ha rappresentato l'Australia occidentale nei campionati nazionali di nuoto. È stata poi costretta a ritirarsi dal nuoto all'età di 14 anni, a causa di un intervento chirurgico.
Quando Sauvage ha iniziato a competere nelle corse su carrozzina, le carrozzine avevano tutte quattro ruote ed erano simili alle sedie a rotelle usate fuori pista. Le sedie non avevano alcuna forma di controllo. Le ruote anteriori erano più piccole delle ruote posteriori e, quando si andava ad alta velocità, erano tendenti ad oscillare. Nel 1997, le sedie a rotelle da corsa avevano praticamente finito di subire enormi cambiamenti per migliorarle.
Nel 1990, Sauvage ha partecipato alla sua prima competizione internazionale ad Assen, nei Paesi Bassi, dove vinse l'oro nei 100 metri stabilendo un nuovo record mondiale. Vinse anche la gara dei 200 metri ma fu squalificata per essersi allontanata dalla sua corsia. Allo Stoke Mandeville Games in Inghilterra lo stesso anno, la Sauvage conquistò l'oro nei 100 m, 200 m, 400 m e in due staffette.

#### Giochi paralimpici
Prima dell'inizio delle Paralimpiadi estive del 1992, Sauvage deteneva il record australiano dei 100 m, 200 m, 800 m, 1500 m e la maratona nelle gare di corsa su carrozzina femminili. Veniva considerata dalla Federazione Paralimpica Australiana come la più grande corridora stradale femminile australiana su carrozzina. Ai Giochi Paralimpici di Barcellona, vinse le medaglie d'oro nei 100, 200 e 400 metri e un argento nelle gare TW4 degli 800 metri. Giunse soltanto sesta nella maratona. In riconoscimento delle sue imprese atletiche, le è stata assegnata una medaglia dell'Ordine dell'Australia. Sauvage correva il rischio di non andare alle Paralimpiadi del 1992 a causa di problemi finanziari della Federazione Paralimpica Australiana. La Federazione lanciò un appello di emergenza per raccogliere fondi da parte del pubblico al fine di coprire i costi di trasporto della squadra australiana a Barcellona. La Federazione riuscì a trovare i finanziamenti attraverso una serie di piccole donazioni che permisero a Sauvage e ad altri atleti australiani di competere.
Ai Giochi Paralimpici di Atlanta 1996, vinse quattro medaglie d'oro: 400 m (T53), 800 m (T53), 1500 m (T52-53) e 5000 m (T52-53) e finì quarta nella maratona (T52-53). Queste vittorie arrivarono nonostante un polso infortunato. Stabilì i record mondiali nelle gare dei 1500 metri e dei 5000 metri durante questi Giochi. Sauvage vinse, inoltre, l'oro nei 5000 m e nei 400 m a solo un'ora di distanza tra una gara e l'altra. Durante le sue ultime Paralimpiadi a Sydney 2000, vinse due medaglie d'oro: 1500 metri e 5000 metri T54 e una medaglia d'argento negli 800 metri T54.

#### Campionati mondiali di atletica leggera paralimpica
Savauge ha partecipato a tre campionati mondiali di atletica leggera paralimpica. Ai Campionati del 1994 a Berlino, in Germania, vinse quattro medaglie d'oro nelle gare T53: 800 metri, 1500 metri, 5000 metri e la maratona. Ai Campionati del 1998 a Birmingham, in Inghilterra, ha vinto sei medaglie d'oro negli 800 metri, 1500 metri, 5000 metri, nella maratona T55 e nelle staffette 4×100 metri e 4×400 metri (T54-55). Ai suoi ultimi campionati nel 2002 a Lilla, in Francia, ha vinto una medaglia d'oro negli 800 metri T54 e due medaglie d'argento nei 1500 metri e nei 5000 m T54.

#### Corse su strada
Il 1993 è stato il primo anno di Sauvage sul circuito internazionale di corse su carrozzina, in cui ha gareggiato sia negli Stati Uniti che in Europa. È stato anche l'anno in cui ha avuto la sua prima sedia a rotelle inginocchiata. Il suo primo grande successo è stata la celebre maratona di Boston, dove registra la sua prima vittoria, nel 1997, nella categoria femminile in carrozzina, rompendo l'egemonia della "Regina di Boston", l'atleta statunitense Jean Driscoll. Sauvage ha vinto altre tre volte a Boston nel 1998, 1999 e nel 2001. Ha vinto anche la maratona di Los Angeles, la maratona di Honolulu e la maratona di Berlino. Sauvage ha vinto dieci volte la prestigiosa Oz Day 10K Road Race dieci volte - dal 1993 al 1999 e dal 2001 al 2003.

#### Eventi dimostrativi
Dal 1993 al 2001, Sauvage ha vinto tutti gli eventi dimostrativi su carrozzina della IAAF ai Campionati del mondo di atletica leggera. Nello stesso periodo, ha anche vinto gli eventi dimostrativi di corse su carrozzina nella corsa sugli 800 metri ai giochi olimpici. La gara degli 800 metri non richiede che gli atleti rimangano in corsia dopo il primo turno. Per questo motivo, gli atleti come Sauvage sono tenuti a indossare caschi durante le gare. Nel 2000, Sauvage vinse l'evento dimostrativo olimpico, facendo preconizzare una sua possibile vittoria nella gara paralimpica. L'oro paralimpico andò invece alla canadese Chantal Petitclerc. La delegazione australiana presentò ricorso, sostenendo che la gara non era corretta dato che un'altra concorrente, l'irlandese Patrice Dockery, era stata squalificata per aver lasciato la sua corsia troppo presto. Il ricorso fu respinto, perché Dockery fu considerata troppo indietro rispetto alle avversarie per poter incidere sul risultato. Gli accademici dello sport che studiano i Giochi Paralimpici considerano questa protesta fondamentale, perché mostra la passione degli atleti per la vittoria e la misura in cui gli sportivi vanno a reclamare l'oro. Viene anche sottolineato il fatto di come le rivalità in questo sport fossero reali. Petitclerc, parlando della sua rivalità con la Sauvage, ha affermato "Sogno più Louise che il mio compagno". Nel 2002, Petitclerc ha battuto di nuovo Sauvage ai Giochi del Commonwealth del 2002, dove la gara degli 800 metri è stata per la prima volta un evento da medaglia in questi giochi. Fu solo la seconda volta che Sauvage perse contro la Petitclerc.

### Allenamento

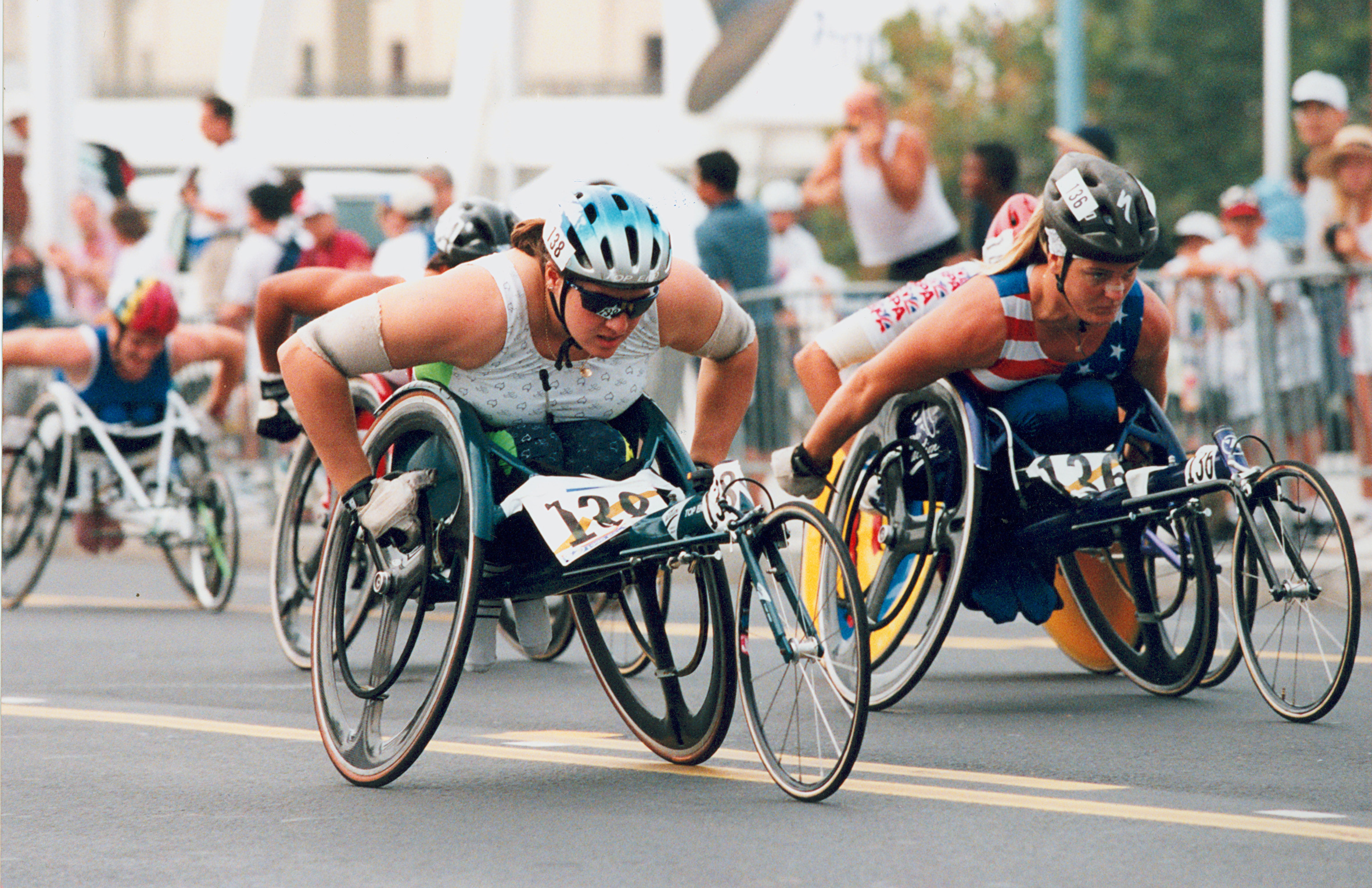
L'atleta australiana su carrozzina Louise Sauvage in gara alla maratona dei giochi paralimpici del 1996.

La Sauvage si allenava dalle 10 alle 14 ore settimanali quando partecipava alle competizioni a livello agonistico. La sua formazione era molto focalizzata e tentò di renderla divertente per aiutarla a mantenere l'interesse. Si allenava spesso sei giorni alla settimana. Il suo allenamento comprendeva pugilato, nuoto e corse tra i 25 e i 35 km in una singola sessione.
Uno dei suoi primi allenatori fu Frank Ponta mentre Andrew Dawes fu il suo allenatore dopo le Paralimpiadi del 1996.

### Carriera da allenatrice
Dopo il suo ritiro dalle competizioni, fu coinvolta nella formazione di giovani atleti su carrozzina, stabilendo una fondazione per aiutare i bambini con disabilità nel 2001. La prima atleta che ha allenato è stata Angie Ballard. L'allenamento di Sauvage ha aiutato Ballard a vincere l'oro nei 400 metri e l'argento nei 100 metri, 200 metri, 800 metri e 1500 metri della Summer Down Under Series nel 2005.
Sauvage ha partecipato a diverse competizioni internazionali come allenatrice. È stata allenatrice di atletica leggera con la squadra australiana ai Giochi di Pechino 2008 e ai Campionati mondiali di atletica leggera paralimpica a Christchurch nel 2011. Attualmente è istruttrice di sviluppo su pista per carrozzine su strada presso il New South Wales Institute of Sport e allena l'atleta paralimpica Madison de Rozario.

### Ritiro
Dopo il suo ritiro dall'attività agonistica, Sauvage ha creato una società di consulenza per la quale lavora. Nel 2010, Sauvage è stato relatrice dell'incontro della IPC "Women in Sport". Ha parlato a fianco di Amy Winters e Jayme Paris.
Nel febbraio 2011, Sauvage ha partecipato alla Charter Hall Malabar Magic Ocean Swim. L'evento è stato creato per raccogliere fondi per Rainbow Club. Fu la prima nuotata oceanica di Sauvage. Terminò la gara di 1 km in 25'19".
Nel 2011, nell'ambito del progetto australiano di storia orale del Centro per gli studi paralimpici della National Library of Australia, Ian Jobling ha condotto una lunga intervista con la Sauvage.

### Diritti dei disabili

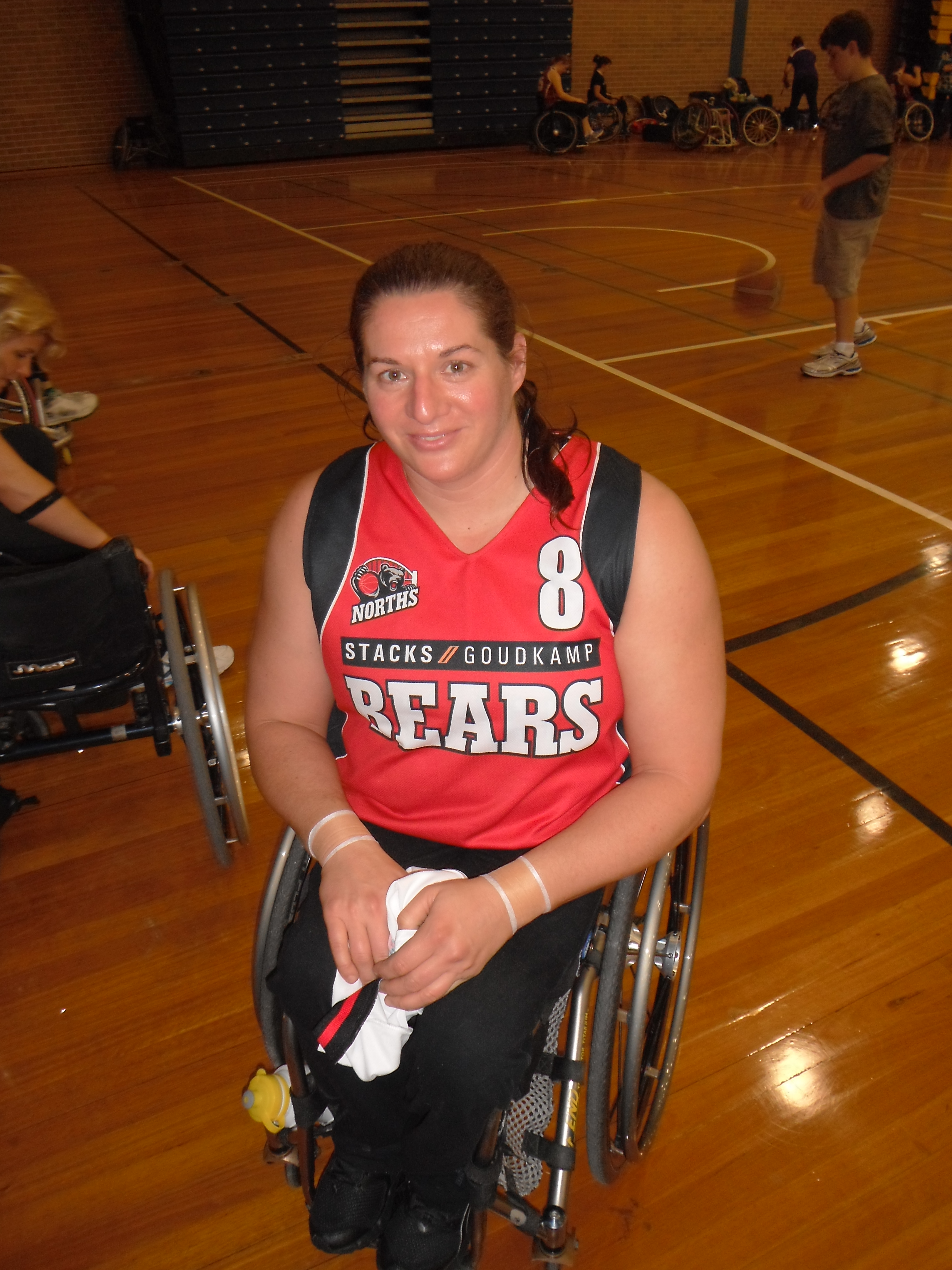
Come giocatrice di pallacanestro in carrozzina per i Stacks Goudcamp Bears in WNWBL nel 2013.

Sauvage e Paul Nunnar hanno fatto pressioni su Virgin Blue durante il 2006 per eliminare l'obbligo per le persone su sedia a rotelle di essere accompagnate da un accompagnatore se desiderano salire su un aereo della loro compagnia. In precedenza, entrambi gli atleti avevano provato a fare pressioni su Qantas per elevare il limite di due sedie a rotelle elettriche sui voli locali sui Boeing 737. La richiesta non fu accolta perché il cambiamento avrebbe richiesto un cambiamento della legge, non della politica delle compagnie aeree. Sauvage e Nunnar ricevettero un invito per aiutare a formare il personale di Qantas e per rendere il personale più consapevole delle esigenze dei disabili.

### Riconoscimenti
Sauvage è stata Atleta paralimpico australiano dell'anno nel 1994, 1996, 1997 e 1998. È stata anche Atleta dell'anno dell'Australian Institute of Sport (AIS) nel 1997 e nel 2001 è entrata nel AIS "Best of the Best". Nel 1998, ha vinto il premio Australiana dell'anno nella categoria ABIGGRIUOP National Sports Award. Nel 2000, Sauvage è stata nominata l'atleta femminile dell'anno agli Sport Australia Awards. Nello stesso anno, è stata nominata "Sportiva mondiale dell'anno con disabilità" ai primi Laureus World Sports Awards che si sono tenuti a Monte Carlo. Nel 1999 e nel 2000, è stata nominata Atleta internazionale femminile dell'anno. Ha ricevuto una medaglia sportiva australiana nel 2000.
Alle Paralimpiadi estive del 2000 a Sydney, Sauvage ha acceso la fiaccola olimpica durante la cerimonia di apertura dei giochi. Nel 2004, Sauvage portò la bandiera australiana nello stadio durante le Paralimpiadi estive del 2004.
Nel 2001, l'autorità di transito statale nominò un traghetto SuperCat in onore di Sauvage. Anche il Louise Sauvage Pathway, un sentiero accessibile sia a piedi che in carrozzina di 6,3 chilometri all'interno del Parco Olimpico di Sydney, è stato nominato così in suo onore. Sauvage e il tesoriere del Nuovo Galles del Sud Michael Egan hanno battezzato il parco il 6 marzo 2003. È stata introdotta nella Sport Australia Hall of Fame nel 2007. Nel 2011, è stata una delle prime persone ad essere introdotta nella Hall of Fame australiana paralimpica, insieme a Frank Ponta e George Bedbrook. Nel 2012, è stata introdotta nell'International Paralympic Hall of Fame. Nel 2014, è stata introdotta nella Hall of Fame dell'Atletica leggera australiana e nel Sentiero dei Campioni del Centro Olimpico di Sydney.
A novembre 2018, Sauvage è stata premiato come allenatrice dell'anno per lo Sport NSW. Nel 2019, Sauvage è diventato una leggenda nella Sport Australia Hall of Fame. È diventata la prima paralimpica australiana ad ottenere lo status di leggenda.
Diversi paralimpici citano Sauvage come fonte d'ispirazione, tra cui il corridore su carrozzina Kurt Fearnley.

## Palmarès

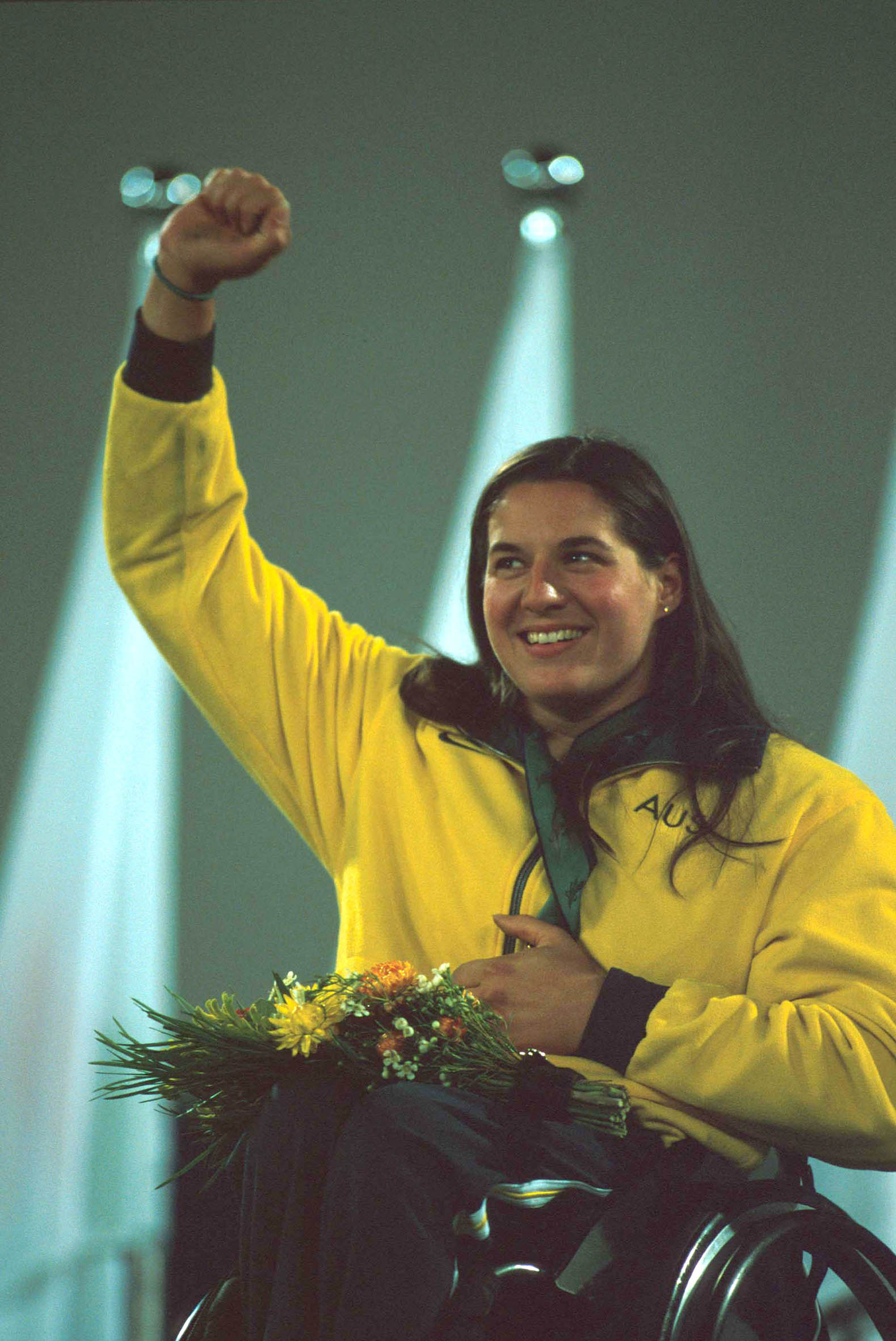
Sauvage sorridente sul podio ai Giochi paralimpici estivi del 2000

| Anno | Manifestazione                            | Sede       | Evento                    | Risultato | Prestazione | Note |
| ---- | ----------------------------------------- | ---------- | ------------------------- | --------- | ----------- | ---- |
| 1990 | Campionati e Giochi mondiali per disabili | Assen      | 100 m piani               | Oro       |             |      |
| 1992 | Giochi paralimpici                        | Barcellona | 100 m piani TW4           | Oro       |             |      |
| 1992 | Giochi paralimpici                        | Barcellona | 200 m piani TW4           | Oro       |             |      |
| 1992 | Giochi paralimpici                        | Barcellona | 400 m piani TW4           | Oro       |             |      |
| 1992 | Giochi paralimpici                        | Barcellona | 800 m piani TW4           | Argento   |             |      |
| 1994 | Mondiali paralimpici                      | Berlino    | 800 m piani T53           | Oro       |             |      |
| 1994 | Mondiali paralimpici                      | Berlino    | 1500 m piani T53          | Oro       |             |      |
| 1994 | Mondiali paralimpici                      | Berlino    | 5000 m piani T53          | Oro       |             |      |
| 1994 | Mondiali paralimpici                      | Berlino    | Maratona T53              | Oro       |             |      |
| 1996 | Giochi paralimpici                        | Atlanta    | 400 m piani T53           | Oro       |             |      |
| 1996 | Giochi paralimpici                        | Atlanta    | 800 m piani T53           | Oro       |             |      |
| 1996 | Giochi paralimpici                        | Atlanta    | 1500 m piani T52-53       | Oro       |             |      |
| 1996 | Giochi paralimpici                        | Atlanta    | 5000 m piani T52-53       | Oro       |             |      |
| 1998 | Mondiali paralimpici                      | Birmingham | 800 m piani T55           | Oro       |             |      |
| 1998 | Mondiali paralimpici                      | Birmingham | 1500 m piani T55          | Oro       |             |      |
| 1998 | Mondiali paralimpici                      | Birmingham | 5000 m piani T55          | Oro       |             |      |
| 1998 | Mondiali paralimpici                      | Birmingham | Maratona T55              | Oro       |             |      |
| 1998 | Mondiali paralimpici                      | Birmingham | 4x100 m T54-55            | Oro       |             |      |
| 1998 | Mondiali paralimpici                      | Birmingham | 4x400 m T54-55            | Oro       |             |      |
| 2000 | Giochi paralimpici                        | Sydney     | 1500 m piani T54          | Oro       |             |      |
| 2000 | Giochi paralimpici                        | Sydney     | 5000 m piani T54          | Oro       |             |      |
| 2000 | Giochi paralimpici                        | Sydney     | 800 m piani T54           | Argento   |             |      |
| 2002 | Mondiali paralimpici                      | Lilla      | 800 m piani T54           | Oro       |             |      |
| 2002 | Mondiali paralimpici                      | Lilla      | 1500 m piani T54          | Argento   |             |      |
| 2002 | Mondiali paralimpici                      | Lilla      | 5000 m piani T54          | Argento   |             |      |
| 2002 | Giochi del Commonwealth                   | Manchester | 800 m piani in carrozzina | Argento   |             |      |
| 2004 | Giochi paralimpici                        | Atene      | 400 m piani T54           | Argento   |             |      |
| 2004 | Giochi paralimpici                        | Atene      | 800 m piani T54           | Argento   |             |      |